# ヒヒフォ空港
ヒヒフォ空港（ヒヒフォくうこう、英語: Hihifo Airport）またはヴァリ・イイフォ空港（ヴァリ・イイフォくうこう、フランス語: Aéroport de Wallis - Hihifo）はフランスの海外準県であるウォリス・フツナの主島、ウベア島（ウォリス島）北部のヒヒフォ地区に位置する空港である。ウォリス・フツナ唯一の国際空港であり、首都であるマタウトゥからは約5.6km離れている。

## 就航路線
| 航空会社                             | 就航地                     |
| ------------------------------------ | -------------------------- |
| エア・カレドニア・インターナショナル | フツナ島、ヌメア、ナンディ |